# Naomi Kawase
Naomi Kawase (japonès: 河瀨 直美)  (Nara, 30 de maig de 1969) és una cineasta japonesa, coneguda sobretot per haver escrit i dirigit Una pastisseria a Tòquio (2015).

## Trajectòria
Les seves primeres pel·lícules documentals, Ni tsutsumarete («Als seus braços», 1992) i Katatsumori («Cargol», 1994), se centren respectivament en la cerca del pare que l'havia abandonat quan era nena i en el retrat de la bestia amb qui la cineasta va conviure, de qui filma els rituals de vida i de vellesa.
Al Festival Internacional de Cinema de Sant Sebastià 2010 va presentar el documental Genpin, una reflexió al voltant del part natural i de la relació entre plaer, infantament i mort. El 2016 Kawase va ser la presidenta dels jurats Cinéfondation i de curtmetratges del 69è Festival Internacional de Cinema de Canes.